# ال‌جی جی۳
ال‌جی جی۳ (به انگلیسی: LG G3) گوشی هوشمندی است که توسط ال‌جی طراحی و در ۲۷ می ۲۰۱۴ معرفی گردید و فردای آن روز، در بازار کره جنوبی عرضه شد.